# Calera de León
Calera de León – gmina w Hiszpanii, w prowincji Badajoz, w Estramadurze, o powierzchni 68,38 km². W 2011 roku gmina liczyła 1029 mieszkańców.